# Kemény Ferenc (kancellár)
Báró magyar-gyerő-monostori Kemény Ferenc (Magyarbükkös, 1795. január – Kolozsvár, 1875. január 2.) erdélyi országgyűlési elnök és kancellár, Kemény Farkas testvérbátyja.

## Élete
Nagyenyeden és Kolozsvárt tanult; onnan Bécsbe ment az egyetemre. 1820-ban Bécsben az udvari kancelláriánál nyert alkalmazást; onnan néhány év múlva a marosvásárhelyi királyi táblához ülnökké, és 1829-ben a kolozsvári főkormányszékhez titkárrá, 1833-ban tanácsossá nevezték ki. 1834-ben lemondott hivataláról, amit az országgyűlés törvénytelennek bélyegzett, és a magánéletbe vonult.
Az 1837. évi országgyűlésen Nagyszebenben mint Kolozs megye követe jelent meg. Az országgyűlés által történt kijelölésekben Kemény visszanyerte főkormányszéki tanácsosi állását; de még az országgyűlés folyama alatt a rendek elnökévé nevezték ki. Ő elnökölt az 1843., 1846., 1858. és az 1865. évi erdélyi országgyűléseken. Kemény hazafias és alkotmányhű közvetítő volt mindig a trón és a nemzet közt. A valóságos belső titkos tanácsosi méltósággal is felruházták; a reform főkonzisztórium egyik elnöke is volt. 1848-ban az uniótörvénnyel, Erdély külön törvényhozása megszűnvén, Kemény országos elnöksége is megszűnt és ő kolozsvári házába elvonulva, csak az egyházi ügyeknek élt.
1860-ban az októberi diploma után erdélyi kancellárrá nevezték ki; de amikor az alkotmány visszaállításának kísérlete meghiúsult, ő is visszavonult. 1863-ban a külön erdélyi országgyűlésbe, amelyet csak azért hívtak egybe, hogy Schmerling Reichsrathjába követeket küldjön, a magyarok bemenni nem akarván, tiltakozásukat gróf Mikóval és Haynald püspökkel ő vitte fel Bécsbe és ezzel ismét kifejezést adott határozott alkotmányos érzületének. Az utolsó erdélyi országgyűlésen, 1865 végén mint a rendek elnöke, még egyszer elfoglalta elnöki székét, hogy kimondhassa, miszerint Erdély az uniót törvényesnek tekinti és Pestre kívánja küldeni képviselőit.
Beszédei az egykorú hírlapokban és országgyűlési naplókban vannak.